# Воеводское (Николаевская область)
Воеводское (укр. Воєводське) — село в Первомайском районе Николаевской области Украины.
Основано в 1771 году. Почтовый индекс — 55320. Телефонный код — 5132. Занимает площадь 9 км².
В селе есть лицей, ранее — школа І-ІІІ ступеней, а также сельскохозяйственное предприятие СТОВ «Проминь».

## Население
Население по переписи 2001 года составляло 1452 человек.

### Известные люди
- Тофан, Виктор Васильевич (1939—2013) — советский и украинский спортсмен и тренер; Мастер спорта СССР, Заслуженный тренер Украины.

## Местная власть
55325, Николаевская обл., Первомайский р-н, с. Благодатное, ул. Юбилейная, 20.